# Dolnodunajská nížina
Dolnodunajská nížina, v Rumunsku též Rumunská nebo Valašská nížina (rumunsky Câmpia Română, bulharsky Дунавска равнина (Dunavska ravnina), srbsky Влашка низија / Vlaška nizija) je nížina na dolním toku Dunaje. Leží převážně na území Rumunska a Bulharska, její nejzápadnější část zasahuje i do Srbska (této zakarpatské části Srbska se říká Тимочка Крајина / Timočka Krajina) podle řeky Timok, pravostranného přítoku Dunaje).

## Vymezení

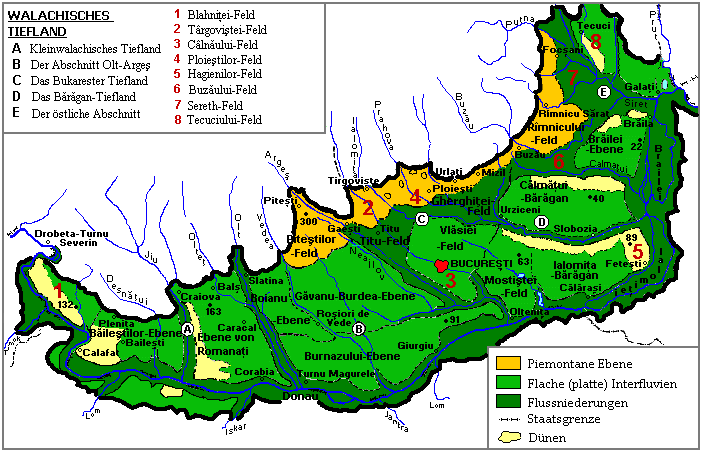
Mapa

Nížina se rozkládá od Železných vrat, kde Dunaj proráží Karpaty, po začátek jeho delty. Její délka je 560 km. Ze severozápadu a západu nížinu ohraničují Karpaty, z jihu pak Balkanidy (Předbalkán). Na severovýchodě a východě přechází v Černomořskou nížinu, ke které patří i delta Dunaje. Od západu k východu se povrch mírně svažuje od 150 – 200 m do 10 – 50 m.

## Přírodní poměry

### Stavba
Nachází se v tektonické kotlině vyplněné mírně narušenými druhohorními a kenozoickými sedimenty, které jsou z povrchu překryty pleistocenními náplavy a sprašemi. Povrch je pokryt kopci, členitými říčními údolími a roklemi. Na předkarpatí se nachází mnoho starých i novějších suťových kuželů. Velké plochy zabírají bažinaté nivy v kombinaci s jezery (tzv. balty).

### Klima
Podnebí je mírné, kontinentální. Průměrná teplota v lednu je od -1 °C do -3 °C, v červenci je to 22 °C – 23 °C. Srážky jsou 400 – 600 mm za rok.